# جين بول
جين بول (بالإنجليزية: Gene Paul)‏ هو منتج أسطوانات ومهندس الصوت بريطاني، ولد في 20 أغسطس 1944 في هوليوود في الولايات المتحدة.

## وصلات خارجية
- جين بول على موقع ميوزك برينز (الإنجليزية)
- جين بول على موقع أول ميوزيك (الإنجليزية)
- جين بول على موقع ديسكوغز (الإنجليزية)